# آب‌انبار سلفی
آب‌انبار سلفی مربوط به اواخر دوره تیموریان است و در لارستان، اوز ـ محله محمودی واقع شده و این اثر در تاریخ ۴ تیر ۱۳۷۷ با شمارهٔ ثبت ۲۰۲۹ به‌عنوان یکی از آثار ملی ایران به ثبت رسیده است.